# The Act
The Act – amerykański (dramat kryminalny, antologia) serial internetowy wyprodukowany przez  Eat the Cat, Writ Large oraz Universal Content Productions, który jest oparty na prawdziwych wydarzeniach kryminalnych historii. Serial jest emitowany od 20 marca  2019 roku za pośrednictwem platformy internetowej Hulu, natomiast w Polsce od  21 kwietnia 2019 przez HBO 3.

## Fabuła
Serial opowiada o Gypsy, dziewczynie, która chce uwolnić się od swojej toksycznej matki. Dee Dee Blanchard udawała przed wszystkimi, że jej córka jest ciężko chora, żeby otrzymywać zasiłki. Gypsy miała dość udawania i przekonała swojego chłopaka by zabił matkę.

## Obsada

### Główna
- Joey King jako Gypsy Blanchard[3]
- Patricia Arquette jako Dee Dee Blanchard[4]
- AnnaSophia Robb jako Lacey[5]
- Calum Worthy jako Nick Godejohn[6]
- Chloë Sevigny jako Mel[5]

### Role drugoplanowe
- Denitra Isler jako Shelly
- Steve Coulter jako dr Evan Harley
- José Alfredo Fernandez jako oficer Cox
- Poorna Jagannathan jako dr Lakshmi Chandra

### Gościnne występy
- Dean Norris jako Russ
- Joe Tippett jako Scott
- Brooke Smith jako Myra
- Margo Martindale jako Emma Blanchard
- Rhea Seehorn jako Janet
- Juliette Lewis jako Stephanie Godejohn
- John Ales jako Vance Godejohn
- Joe Knezevich jako prokurator Rippy
- Molly Ephraim jako prawnik Gypsya
- Cliff Chamberlain jako Rod Blanchard

### Odcinki
| # | Tytuł                 | Reżyseria                  | Scenariusz                             | Premiera w Hulu  | Premiera w HBO 3 |
| - | --------------------- | -------------------------- | -------------------------------------- | ---------------- | ---------------- |
| 1 | La Maison du Bon Reve | Laure de Clermont-Tonnerre | Nick Antosca, Michelle Dean            | 20 marca 2019    | 21 kwietnia 2019 |
| 2 | Teeth                 | Laure de Clermont-Tonnerre | Dan Dietz                              | 20 marca 2019    | 28 kwietnia 2019 |
| 3 | Two Wolverines        | Adam Arkin                 | Robin Veith                            | 27 marca 2019    | 5 maja 2019      |
| 4 | Stay Inside           | Christina Choe             | Michelle Dean                          | 3 kwietnia 2019  | 12 maja 2019     |
| 5 | Plan B                | Steven Piet                | Nick Antosca, Lisa Long                | 10 kwietnia 2019 | 19 maja 2019     |
| 6 | A Whole New World     | Laure de Clermont-Tonnerre | Heather Marion                         | 17 kwietnia 2019 | 26 maja 2019     |
| 7 | Bonnie & Clyde        | Hannah Fidell              | Dan Dietz, Robin Veith                 | 24 kwietnia 2019 | 2 czerwca 2019   |
| 8 | Free                  | Steven Piet                | Nick Antosca, Michelle Dean, Lisa Long | 1 maja 2019      | 9 czerwca 2019   |

## Produkcja
21 lipca 2017 roku platforma internetowa Hulu zamówiła pierwszy sezon serialu.
We wrześniu 2018 roku poinformowano, że Patricia Arquette, Joey King, AnnaSophia Robb oraz Chloë Sevigny dołączyli do obsady w pierwszym sezonie serialu
.
Na początku października 2018 roku ogłoszono, że Calum Worthy otrzymał rolę jako Nick Godejohn.